# Principe de nécessité

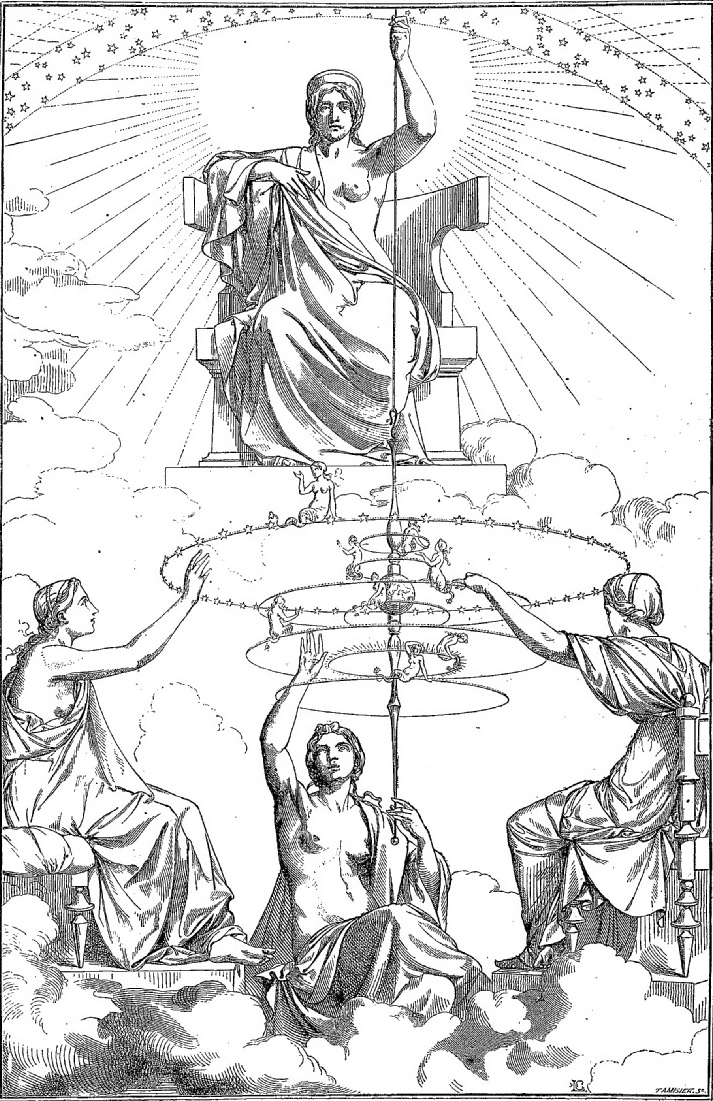
Ananke la personnification de la Nécessité, au-dessus des Moirai, des Destins. Illustration moderne d'un passage du Mythe d'Er de Platon

En droit, le principe de nécessité correspond à la conception qu'une norme ne cherchera à s'appliquer que si aucune autre solution ne peut être trouvée.
En droit domestique français, ce concept, souvent associé au principe de subsidiarité, ne peut trouver son application en toute matière (par exemple : en droit pénal classique, bien que la justice restauratrice fait évoluer la question ; voir la pénologie).

## Droit international
Le principe de nécessité, ou nécessité militaire, est un principe de droit des conflits armés selon lequel le lancement d'une opération militaire doit être évaluée en fonction de l'objectif militaire précis visé.

## Droits nationaux

### Droit français: la protection judiciaire
La loi n°2007-308 du 5 mars 2007, portant réforme des mesures de protection juridique des majeurs, entrée en vigueur le 1er janvier 2009, est venue rappeler que les mesures de protection (sauvegarde de justice, curatelle ou tutelle) devaient être en adéquation avec trois grands principes: le principe de nécessité, de subsidiarité et de proportionnalité.
Ainsi, s'agissant du principe de nécessité, les juges ne peuvent prononcer une mesure judiciaire de protection juridique que lorsque le majeur, compte tenu des circonstances particulières et de ses besoins propres, est manifestement dans une situation de vulnérabilité qui peut être palliée par l'ouverture d'une mesure de protection judiciaire.
Cette vulnérabilité doit résulter d'une altération des facultés personnelles de la personne constatée par
un certificat médical circonstancié. Ce certificat doit émaner d’un médecin inscrit sur une liste particulière établie par le procureur de la République.
Depuis la loi de 2007, seuls les membres de la famille, une personne résidant avec le majeur ou le procureur
de la République pourront demander l’ouverture de la mesure, mais uniquement à l'appui du certificat médical circonstancié.
Également, les mesures de protection juridique doivent être révisées régulièrement, afin que le juge puisse s’assurer qu’elles sont bien
encore nécessaires et ne privent pas inutilement de leur liberté d’agir les personnes concernées (1 an pour la sauvegarde de justice, 5 ans pour la curatelle ou la tutelle).